# Onifai
Onifai (sardinsky: Oniài) je italská obec (comune) v provincii Nuoro v regionu Sardinie. Nachází se ve výšce 29 metrů nad mořem a má 703 obyvatel. Rozloha obce je 43,19 km².